# Dakolé Daïssala
Dakolé Daïssala, né le 15 avril 1943 à Goundaye et mort le 9 août 2022 à Yaoundé) est un homme politique camerounais, président du Mouvement pour la Défense de la République (MDR), un parti politique basé à l'Extrême Nord du Cameroun. Il a servi dans le gouvernement en tant que Ministre des Postes et Télécommunications de 1992 à 1997. Par la suite, il a été député à l'Assemblée nationale de 1997 à 2002, puis ministre des Transports, de 2004 à 2007. Il siège au Sénat depuis 2013.

## Biographie

### Enfance, éducation et débuts
Daïssala nait le 15 avril 1943, dans Goundaye (Kaélé). Il est un Toupouri.

### Carrière politique
En 1967, Daïssala devient le premier sous-préfet de Ngaoundéré ; par la suite, il est directeur adjoint de l'administration générale au ministère des Finances de 1969 à 1970 et Directeur des Transports de 1970 à 1973. Il sert en tant que Directeur Général Adjoint de la Société de Transports Urbains du Cameroun (SOTUC) de 1973 à 1975, puis en tant que directeur général de la SOTUC de 1975 jusqu'à 1984.
il subit une arrestation à la suite de l'échec de la tentative de coup d'état contre le Président Paul Biya en avril 1984. Après avoir passé sept ans en prison,, sans jamais être jugé ni même être inculpé, il est libre en 1991. Il écrit un livre sur son expérience en prison appelée Libre derrière les barreaux.
Une fois libéré, il a fondé le Mouvement pour la Défense de la République (MDR), un parti d'opposition. Certains ont soupçonné que le parti a été effectivement créé par les autorités pour diluer l'opposition. Le MDR a remporté six sièges aux élections parlementaires à l'Assemblée Nationale en mars 1992, tous dans la Région de l'Extrême Nord et par la suite, il s'est allié avec le parti RDPC. Les deux parties ont ainsi constitué une étroite majorité parlementaire avec 94 de 180 sièges. Daïssala a été nommé au gouvernement en tant que ministre des Postes et Télécommunications le 9 avril 1992 ; dans le même temps, quatre autres membres du MDR ont également obtenu un poste au gouvernement.
Daïssala était membre du Conseil constitutionnel en 1995, avant l'adoption de la nouvelle constitution en janvier 1996. Il a été élu à l'Assemblée nationale (député du Mayo-Kani Sud, Extrême Nord) lors des élections législatives de 1997 et a été le seul candidat du MDR à remporter un siège et à siéger à l'Assemblée nationale de 1997 à 2002. En octobre 1997, à l'élection présidentielle, il a soutenu le Mouvement pour la Démocratie et le Progrès du candidat Samuel Eboua, plutôt que le Président Paul Biya. Après plus de cinq années en tant que ministre des Postes et Télécommunications, Daïssala a été exclu du gouvernement qui a été constitué le 7 décembre 1997. Selon Daïssala, son départ du gouvernement a été volontaire, fondé sur son désir de servir en tant que député à l'Assemblée nationale.
En mai 1998, Daïssala se voit refuser le droit de quitter le pays, et son passeport lui a été retiré. Il décrit cela comme une violation des droits de l'homme, tout comme quatre autres partis de l'opposition, notamment le Front Social Démocratique (SDF). Le MDR a co-signé la déclaration du 23 novembre 2000, appelant à la création d'une commission électorale indépendante.
Le 13 janvier 2001, Daïssala et plusieurs autres responsables de partis ont participé à une manifestation non autorisée à Yaoundé. La manifestation a été dispersée par les forces de sécurité, et Daïssala, avec les autres dirigeants de partis, a été détenu pendant cinq heures. À la suite des élections législatives de juin 2002, Daïssala et quatre autres hommes politiques du nord ont publié une déclaration en juillet, dans laquelle ils alléguaient la fraude électorale et annonçaient la formation d'un "front des résistances". Il a également rejoint d'autres hommes politiques du nord pour la signature, en septembre 2002, d'un mémo dénonçant le gouvernement, la marginalisation et la négligence du nord, et en souhaitant que plus d'attention soit accordée à la lutte contre les problèmes dans cette région.
Daïssala soutient le Président Paul Biya à l'élection présidentielle d'octobre 2004, et, par la suite, après sept ans hors du gouvernement, il a été nommé ministre des Transports dans le gouvernement nommé le 8 décembre 2004. En tant que ministre des Transports, Daïssala signe un accord avec Jendayi Frazer, secrétaire adjoint pour les affaires africaines des États-Unis, le 16 février 2006, qui permet des voyages aériens entre les deux pays sans restriction.
Daïssala a participé de nouveau aux élections parlementaires de juillet 2007. Le MDR a échoué à obtenir un siège à l'Assemblée nationale lors de cette élection, et Daïssala a perdu dans la circonscription du Mayo-Kani Sud avec 48.67% des voix contre 51.33% pour la liste RDPC. Bien que Daïssala ait déclaré être prêt à rester au gouvernement en dépit de sa défaite électorale, il en a été exclu le 7 septembre 2007. Sa réponse à l'accident du Kenya Airways Vol 507 à Douala en mai 2007 et sa non visite du site du crash a été critiquée.
Daïssala et le MDR ont soutenu la révision constitutionnelle de 2008, qui a supprimé la limite de deux mandats à la présidentielle, ce qui permet à Biya de briguer un nouveau mandat en 2011. Cependant, Daïssala dit également qu'il est en faveur d'autres modifications de la constitution, telles que la création d'un scrutin à deux tours de vote et l'obligation de voter.
En mai 2013, le Président Biya a nommé Daïssala au Sénat du Cameroun. Il a été l'un des 30 sénateurs à obtenir un siège par nomination du président, les 70 autres sénateurs étant élus au suffrage indirect. Biya a nommé trois sénateurs pour chaque région, et Daïssala était l'un des trois à venir de l'Extrême-Nord Cameroun. Lorsque le bureau du Sénat a été élu le 12 juin 2013, Daïssala a été nommé au poste de secrétaire.

### Mort (2022)

#### Circonstances
Alors qu'il est hospitalisé au Centre Hospitalier Universitaire de Yaoundé, Daïssala meurt le 9 août 2022 au CHU de Yaoundé,,.

#### Funérailles
Ses obsèques se déroulent le 29 octobre 2022 dans son village Natal, à Goundaye, par Décret N°2022/4482 du 28 octobre 2022.